# Заклади вищої освіти Харківської області
У Харківській області діють 96 вишів, зокрема:
- 46 державних і комунальних заклади І-ІІ рівнів акредитації (з них 13 розташовані безпосередньо в області, зокрема, один у селі й один у селищі міського типу);
- 33 державних і комунальних заклади ІІІ-IV рівнів акредитації (зокрема, два в області, але в самому передмісті Харкова);
- 17 приватних закладів І-IV рівнів акредитації.

Всього 80 вишів розташовані в обласному центрі — Харкові та лишень 16 % у самій області.
Ще 4 державні установи мають право готувати «молодших спеціалістів»:
| № з/л | Повна назва закладу                                                              | Адреса                                                   |
| ----- | -------------------------------------------------------------------------------- | -------------------------------------------------------- |
| 1     | Вище професійне училище № 27                                                     | 63734, Харківська область, м. Куп'янськ, смт. Ківшарівка |
| 2     | Державний експериментальний навчально-спортивний центр України з легкої атлетики | 61099, м. Харків, просп. Московський, 246-А              |
| 3     | Центр професійно-технічної освіти № 2                                            | 61142, м. Харків, вул. Владислава Зубенко, 39            |
| 4     | Центр професійно-технічної освіти № 1                                            | 61138, м. Харків, б-р Івана Каркача, 20                  |

Також діють заклади та підприємства, що надають навчальні послуги суто з підвищення кваліфікації:
- Академія економіки та права[5];
- ПП фірма «ЛОТА+»[6];
- Приватний медично-оздоровчо-методичний центр «Ман»[7];
- ТзОВ «Інститут біржової діяльності»[8];
- Українсько-Ганське підприємство «Інтернаука»[9];
- Центр розвитку малого бізнесу «Харківські технології»[10];
- Харківський обласний навчальний центр підготовки, перепідготовки та підвищення кваліфікації кадрів АПК[11];
- Харківський обласний навчальний центр Державного комітету статистики України[12];
- ТзОВ «Інститут соціально-економічного прогресу»;
- ЗАТ «Харківський центр науково-технічної та економічної інформації»;
- Колективне підприємство «Центр психології і методики розвивального навчання».

Не враховуючи:
- Вищу школу підприємництва при ХДУХТ;
- Інститут перепідготовки та підвищення кваліфікацій кадрів при УкрДУЗТ;
- Інститут підвищення кваліфікації фахівців фармації НФаУ;
- Інститут післядипломної освіти при ХНАУ ім. В. В. Докучаєва;
- Інститут післядипломної освіти при ХНПУ ім. Г. С. Сковороди;
- Міжгалузевий інститут післядипломної освіти при НТУ «ХПІ»;
- Обласний навчально-методичний центр підвищення кваліфікації працівників культосвітніх установ (Управління культури ХОДА);
- Харківський обласний науково-методичний інститут безперервної освіти;
- Центр післядипломної освіти регіонального відділення № 4 філії ВАТ «Укртелеком»;
- тощо.

На базі вишів області функціонують 12 ліцеїв, гімназій та колегіумів.
У закладах вищої освіти області працюють 18 821 науково-педагогічний і педагогічний працівник, зокрема:
- 1 274 — докторів наук, 1 363 — професори;
- 7 747 — кандидатів наук, 5 570 — доценти.

Загальний контингент студентів області складає 266,6 тис. осіб, із них 150,9 тис. осіб навчаються за денною формою навчання, у тому числі понад 70 тис. — іногородніх. Також у вишах області здобувають освіту понад 10 тис. іноземних громадян із 93 країн світу. У Харківській області зберігається найвищий рівень кількості студентів на 10 тис. населення — 1019 чол.

## Історія
1 вересня 2009 року в Харкові відбулося урочисте відкриття Військового коледжу сержантського складу Національного технічного університету «Харківський політехнічний інститут», що має II рівень акредитації. Формування коледжу відбувалося на базі Центру сержантів Збройних Сил України, що проіснував більше року. У стінах вишу будуть готувати професійних сержантів для української армії на посаді середнього (рота-батальйон) і вищого (полк-бригада-корпус-вид ЗС-генеральний штаб ЗС) рівнів. Начальником коледжу призначено полковника Олександра Боброва.
Перший набір, на який потраплять 100 осіб, у військовий коледж сержантського складу, що буде готувати молодших командирів для Повітряних сил Збройних сил України, на базі Харківського університету Повітряних Сил імені Івана Кожедуба пройде влітку 2010 року.

## Державні та комунальні виші І-ІІ рівнів акредитації
| № з/л | Повна назва вишу | Форма власності | Адреса                                                                           |
| ----- | --- | --------------- | -------------------------------------------------------------------------------- |
| 1     | Харківський державний автотранспортний коледж | Д               | 61003, м. Харків, площа Конституції, 28                                          |
| 2     | Харківський автомобільно-дорожній технікум | Д               | 61051, м. Харків, вул. Котельниківська, 3                                        |
| 3     | Харківський гідрометеорологічний технікум Одеського державного екологічного університету | Д               | 61003, м. Харків, вул. Кооперативна, 10                                          |
| 4     | Верстато-інструментальний технікум Національного технічного університету «Харківський політехнічний інститут» | Д               | 61002, м. Харків, вул. Манізера, 4                                               |
| 5     | Житлово-комунальний технікум Харківської національної академії міського господарства | Д               | 61033, м. Харків, вул. Шевченка, 233-А                                           |
| 6     | Харківський індустріально-педагогічний технікум | Д               | 61050, м. Харків, просп. Московський, 24                                         |
| 7     | Харківський патентно-комп'ютерний коледж | Д               | 61002, м. Харків, вул. Ярослава Мудрого, 18                                      |
| 8     | Харківський машинобудівний коледж | Д               | 61068, м. Харків, вул. Плеханівська, 79                                          |
| 9     | Харківський механічний технікум імені О. О. Морозова | Д               | 61036, м. Харків, вул. Морозова, 4/1                                             |
| 10    | Харківський коледж текстилю та дизайну | Д               | 61022, м. Харків, вул. Данилевського, 3                                          |
| 11    | Харківський радіотехнічний технікум | Д               | 61057, м. Харків, вул. Сумська, 18/20                                            |
| 12    | Харківський торговельно-економічний коледж Київського національного торговельно-економічного університету (не плутати з Харківським торговельно-економічним інститутом Київського національного торговельно-економічного університету) | Д               | м. Харків, вул. Клочківська, 202                                                 |
| 13    | Харківський державний політехнічний коледж | Д               | 61052, м. Харків, вул. Дмитрівська, 26                                           |
| 14    | Електромеханічний технікум Харківської національної академії міського господарства | Д               | 61038, м. Харків, вул. Самсонівська, 36                                          |
| 15    | Харківське обласне вище училище фізичної культури і спорту | К               | 61070, м. Харків, Помірки, 27                                                    |
| 16    | Харківське державне вище училище фізичної культури № 1 | Д               | 61070, м. Харків, вул. Фронтова, 3                                               |
| 17    | Красноградський коледж Харківського національного педагогічного університету імені Г.С. Сковороди | Д               | 63301, Харківська обл., м. Красноград, вул. Московська, 47                       |
| 18    | Балаклійський коледж Харківського національного педагогічного університету імені Г.С. Сковороди | Д               | 64200, Харківська обл., м. Балаклія, майдан імені В. Й. Казмірука, 6             |
| 19    | Куп'янський автотранспортний коледж | Д               | 63701, Харківська обл., м. Куп'янськ, вул. Студентської, 34                      |
| 20    | Коледж переробної та харчової промисловості Харківського національного технічного університету сільського господарства імені Петра Василенка                                                                                           | Д               | 61098, м. Харків, вул. Барикадна, 51                                             |
| 21    | Красноградський технікум механізації сільського господарства імені Ф. Я. Тимошенка | Д               | 63304, Харківська обл., м. Красноград, вул. Соборна, 56                          |
| 22    | Липковатівський аграрний коледж | Д               | 63221, Харківська обл., Нововодолазький р-н, с. Липкуватівка, майдан Доценка, 11 |
| 23    | Вовчанський технікум Харківського національного технічного університету сільського господарства імені Петра Василенка | Д               | 62502, Харківська обл., м. Вовчанськ, вул. Соборна, 93-А                         |
| 24    | Харківський коледж медичного обладнання | К               | 61024, м. Харків, вул. Гуданова, 4/10                                            |
| 25    | Харківський базовий медичний коледж № 1 | К               | 61002, м. Харків, Куликівський узвіз, 3                                          |
| 26    | Харківський медичний коледж № 2 | К               | 61091, м. Харків, Стадіонний проїзд, 10                                          |
| 27    | Богодухівський медичний коледж | К               | 62103, Харківська обл., м. Богодухів, вул. Центральна, 29                        |
| 28    | Вовчанський медичний коледж | К               | 62504, Харківська обл., м. Вовчанськ, вул. Шевченка, 27                          |
| 29    | Ізюмський медичний коледж | К               | 64309, Харківська обл., м. Ізюм, вул. Старопоштова, 41                           |
| 30    | Красноградський медичний коледж | К               | 63304, Харківська обл., м. Красноград, вул. Лєрмонтова, 43                       |
| 31    | Куп'янський медичний коледж імені Марії Шкарлетової | К               | 63705, Харківська обл., м. Куп'янськ, вул. 1-го Травня, 26                       |
| 32    | Коледж Національного фармацевтичного університету | Д               | 61140, м. Харків, вул. Олександра Невського, 18                                  |
| 33    | Медичний коледж Харківської медичної академії післядипломної освіти | Д               | 61176, м. Харків, вул. Амосова, 58                                               |
| 34    | Медичний коледж Харківського національного медичного університету | Д               | 61177, м. Харків, вул. Ігоря Муратова, 11                                        |
| 35    | Харківський технікум залізничного транспорту | Д               | 61010, м. Харків, вул. Гольдбергівська, 77                                       |
| 36    | Харківський коледж Державного університету інформаційно-комунікаційних технологій | Д               | 61003, м. Харків, вул. Кооперативна, 7                                           |
| 37    | Харківське училище культури | К               | 61010, м. Харків, вул. Українська, 8/10                                          |
| 38    | Харківське музичне училище імені Б. М. Лятошинського | К               | 61050, м. Харків, Гімназійна набережна, 1-А                                      |
| 39    | Харківське художнє училище | К               | 61017, м. Харків, пров. Ніжинський, 1                                            |
| 40    | Лозівське училище культури та мистецтв | К               | 64602, Харківська обл., м. Лозова, вул. Покровська, 2                            |
| 41    | Харківський обліково-економічний технікум-інтернат імені Ф. Г. Ананченка | Д               | 61064, м. Харків, Полтавський шлях, 133                                          |
| 42    | Чугуєво-Бабчанський лісний коледж | Д               | 63513, Харківська обл., Чугуївський р-н, смт. Кочеток, вул. Чугуївська, 43       |
| 43    | Харківський коледж будівництва, архітектури та дизайну | Д               | 61003, м. Харків, вул. Квітки-Основ'яненка, 4/6                                  |
| 44    | Педагогічний коледж Харківського гуманітарно-педагогічного інституту | К               | 61050, м. Харків, пров. Руставелі, 7                                             |
| 45    | Військовий коледж сержантського складу Національного технічного університету «Харківський політехнічний інститут» | Д               | 61034, м. Харків, Полтавський шлях, 192                                          |
| 46    | Військовий коледж сержантського складу Харківського університету Повітряних Сил імені Івана Кожедуба | Д               | 61023, м. Харків, вул. Сумська, 77/79                                            |

## Державні та комунальні виші ІІІ-IV рівнів акредитації
| № з/л | Повна назва вишу | Форма власності | Адреса                                                        |
| ----- | --- | --------------- | ------------------------------------------------------------- |
| 1     | Харківський національний університет імені В. Н. Каразіна                                                                    | Д               | 61077, м. Харків, майдан Свободи, 4                           |
| 2     | Національний технічний університет «Харківський політехнічний інститут»                                                      | Д               | 61002, м. Харків, вул. Кирпичова, 21                          |
| 3     | Національний аерокосмічний університет ім. М.Є. Жуковського «Харківський авіаційний інститут»                                | Д               | 61070, м. Харків, вул. Чкалова, 17                            |
| 4     | Харківський національний університет радіоелектроніки                                                                        | Д               | 61166, м. Харків, просп. Науки, 14                            |
| 5     | Харківський національний автомобільно-дорожній університет                                                                   | Д               | 61002, м. Харків, вул. Ярослава Мудрого, 25                   |
| 6     | Національна юридична академія України імені Ярослава Мудрого                                                                 | Д               | 61024, м. Харків, вул. Пушкінська, 77                         |
| 7     | Харківський національний університет внутрішніх справ                                                                        | Д               | 61080, м. Харків, просп. Льва Ландау, 27                      |
| 8     | Національний фармацевтичний університет                                                                                      | Д               | 61002, м. Харків, вул. Пушкінська, 53                         |
| 9     | Харківський національний медичний університет                                                                                | Д               | 61022, м. Харків, просп. Науки, 4                             |
| 10    | Харківська національний університет міського господарства імені О. М. Бекетова                                               | Д               | 61002, м. Харків, Куликівський узвіз, 12                      |
| 11    | Харківський національний педагогічний університет імені Григорія Сковороди                                                   | Д               | 61002, м. Харків, вул. Алчевських, 29                         |
| 12    | Харківський національний економічний університет                                                                             | Д               | 61001, м. Харків, просп. Науки, 9-А                           |
| 13    | Харківський національний аграрний університет ім. В.В. Докучаєва                                                             | Д               | 62483, Харківська обл., Харківський р-н, сел. Докучаєвське    |
| 14    | Харківський національний технічний університет сільського господарства ім. Петра Василенка                                   | Д               | 61002, м. Харків, вул. Алчевських, 44                         |
| 15    | Харківський регіональний інститут державного управління Національної академії державного управління при Президентові України | Д               | 61050, м. Харків, просп. Московський, 75                      |
| 16    | Харківський національний університет будівництва й архітектури                                                               | Д               | 61002, м. Харків, вул. Сумська, 40                            |
| 17    | Харківський державний університет харчування та торгівлі                                                                     | Д               | 61051, м. Харків, вул. Клочківська, 333                       |
| 18    | Харківська державна академія дизайну та мистецтв                                                                             | Д               | 61002, м. Харків, вул. Мистецтв, 8                            |
| 19    | Харківська державна академія культури                                                                                        | Д               | 61057, м. Харків, Бурсацький узвіз, 4                         |
| 20    | Харківський державний університет мистецтв імені Івана Котляревського                                                        | Д               | 61003, м. Харків, площа Конституції, 11/13                    |
| 21    | Харківська державна академія фізичної культури                                                                               | Д               | 61022, м. Харків, вул. Клочківська, 99                        |
| 22    | Українська інженерно-педагогічна академія                                                                                    | Д               | 61003, м. Харків, вул. Університетська, 16                    |
| 23    | Український державний університет залізничного транспорту                                                                    | Д               | 61050, м. Харків, площа Фейєрбаха, 7                          |
| 24    | Харківська державна зооветеринарна академія                                                                                  | Д               | 62341, Харківська обл., Дергачівський р-н, смт Мала Данилівка |
| 25    | Академія внутрішніх військ МВС України                                                                                       | Д               | 61001, м. Харків, площа Захисників України, 3                 |
| 26    | Харківський університет Повітряних Сил імені Івана Кожедуба                                                                  | Д               | 61023, м. Харків, вул. Сумська, 77/79                         |
| 27    | Національний університет цивільного захисту України                                                                          | Д               | 61023, м. Харків, вул. Чернишевського, 94                     |
| 28    | Харківський гуманітарно-педагогічний інститут                                                                                | К               | 61050, м. Харків, пров. Руставелі, 7                          |
| 29    | Харківський інститут банківської справи Університету банківської справи Національного банку України                          | Д               | 61174, м. Харків, просп. Перемоги, 55                         |
| 30    | Харківський торговельно-економічний інститут Київського національного торговельно-економічного університету                  | Д               | 61045, м. Харків, пров. Отакара Яроша, 8                      |
| 31    | Харківський інститут фінансів Київського національного торговельно-економічного університету                                 | Д               | 61003, м. Харків, пров. Плетньовський, 5                      |
| 32    | Харківська медична академія післядипломної освіти МОЗ України                                                                | Д               | 61176, м. Харків, вул. Амосова, 58                            |
| 33    | Харківська академія неперервної освіти                                                                                       | К               | 61057, м. Харків, вул. Пушкінська, 24                         |

## Приватні виші
| № з/л | Повна назва вишу                                                      | Рівні акредитації | Адреса                                                          |
| ----- | --------------------------------------------------------------------- | ----------------- | --------------------------------------------------------------- |
| 1     | Харківський кооперативний торгово-економічний коледж                  | І                 | 61125, м. Харків, Нетеченська набережна, 14-А                   |
| 2     | Харківський гуманітарний університет «Народна українська академія»    | III-IV            | 61000, м. Харків, МСП, вул. Лєрмонтовська, 27                   |
| 3     | Харківський інститут економіки ринкових відносин і менеджменту        | ІІІ               | 61038, м. Харків, вул. М. Батицького, 5                         |
| 4     | Харківський інститут соціального прогресу                             | ІІІ               | 61115, м. Харків, вул. Северина Потоцького, 9                   |
| 5     | Міжнародний Слов'янський університет                                  | ІІІ               | 61045, м. Харків, вул. Отакара Яроша, 9-А                       |
| 6     | Харківський інститут управління                                       | І-ІІІ             | 61013, м. Харків, вул. Шевченка, 24                             |
| 7     | Харківський соціально-економічний інститут                            | ІІІ               | 61003, м. Харків, площа Конституції, 1, Палац праці, IV під'їзд |
| 8     | Інститут сходознавства та міжнародних відносин «Харківський колегіум» | ІІІ               | 61039, м. Харків, просп. Любові Малої, 4                        |
| 9     | Харківський інститут бізнесу та менеджменту                           | ІІІ               | 61022, м. Харків, майдан Свободи, 6, VI поверх                  |
| 10    | Харківський інститут екології та соціального захисту                  | ІІІ               | 61035, м. Харків, вул. Матросова, 3                             |
| 11    | Харківський гуманітарно-технічний інститут                            | ІІ                | 61093, м. Харків, вул. Кандаурова, 2                            |
| 12    | Харківський інститут Міжрегіональної академії управління персоналом   | III-IV            | 61007, м. Харків, вул. Бекетова, 3                              |
| 13    | Східноукраїнська філія Міжнародного Соломонова університету           | III-IV            | 61057, м. Харків, вул. Громадянська, 22/26                      |
| 14    | Харківський економіко-правовий університет                            | І-ІІІ             | 61080, м. Харків, просп. Гагаріна, 187                          |
| 15    | Харківський інститут кадрів управління                                | І-ІІ              | 61105, м. Харків, вул. Киргизька, 15                            |
| 16    | Харківський інститут інформаційних технологій                         | І                 | 61001, м. Харків, просп. Гагаріна, 43/2                         |
| 17    | Харківський транспортний інститут                                     | ІІ                | 61002, м. Харків, вул. Чернишевського, 70                       |